# 尹致昊
尹 致昊（日本語読み；いん ちこう、朝鮮語読み；ユン・チホ、1865年1月23日 - 1945年12月6日）は、李氏朝鮮末期から連合軍軍政期に活動した朝鮮の政治家。貴族院朝鮮勅選議員。号は佐翁（좌옹）、日本名は伊東 致昊（いとう ちこう）。本貫は海平尹氏。
1880年代は独立協会、万民共同会の領袖として活動し、独立新聞社の第2代社長である。1909年に韓英書院と大成学校の校長を務め、同年新民会に参加した。1920年代以降は教育活動に重点を移し、延禧専門学校・セブランス連合医学専門学校・梨花女子専門学校の財団理事として活動した教育者でもあった。また朝鮮人初の英語通訳でもある。
大韓民国第4代大統領尹潽善は甥、第13代ソウル市長の尹致暎は従弟にあたる。

## 生涯

### 出自
忠清道牙山郡に兵曹判書を務めた尹雄烈を父、全州李氏のイ・ジョンムを母として生まれた。宣祖時代の領議政尹斗寿の次男尹昕の8代目の孫にあたる。
幼年期の尹致昊は張先生と金正言先生から儒教を学んだ。しかし、父の尹雄烈が妾子であったので科挙を受けることができなかった。1879年に15歳で漢城府貞洞出身の晋州姜氏の夫人と結婚した。

### 日本への留学
開化派の父などの影響もあり、1881年に17歳で紳士遊覧団（朝士視察団）だった魚允中の随行員として日本に渡り、朝鮮初の日本留学生の一人として開化思想を吸収した。外務大臣の井上馨と謁見し、井上の斡旋で同人社に入学した。独学で日本語を勉強した後、1882年に東京帝国大学哲学教授の夫人ミレットや英語講師の神田乃武、1883年1月から横浜にあるオランダ領事館の書記官レオン・ポルデルから英語を学んだ。留学生活の中で金玉均、徐光範、朴泳孝、兪吉濬などの開化派の人物や福沢諭吉、中村正直などの文明開化論者と親交を深めた。始め、同人社で学び、慶應義塾で語学学習をし、福澤諭吉邸で独立協会を組蛾した人物との交流を深めていった。身分や嫡出、男女差別がより少ない日本社会と、欧米の文物に触れ、以降朝鮮の文明開化の必要性を信念とするようになった。4月からアメリカに渡って西洋の学問に接し、直接新しい学問を学んだ。

### 甲申政変と亡命生活

#### 帰国と甲申政変
1882年5月の米朝修好通商条約締結時には帰国してアメリカの初代駐朝公使プトゥの通訳官となり、朝鮮人初の英語通訳者となった。以後プトゥの通訳官を兼ねてプトゥと高宗、開化派の間を行き来した。1884年12月、甲申政変に直接参加することはなかったが、金玉均、朴泳孝などと近かったため、政変の失敗後に出国を決意した。

#### 清への留学
甲申政変が失敗に帰すると1885年1月、高宗の允許を得て出国、プトゥ公使の推薦書を持って仁川港を出発、長崎を経由して1月23日清の上海に到着した。アメリカに行きたかったが方法がなく、断念して清国に留学した。上海に到着直後、清国に亡命して駐韓米国総領事G.スタルを訪ねた。スタルの斡旋でアメリカのメソジスト宣教師A.J.アランが建てた中西書院 (the Anglo-Chinese College) に入学した。
朝鮮からの刺客を避けるため、スタルの斡旋したアメリカ人の家で潜伏し、上海で酒浸りの生活を送っていたという。そしてアメリカ人のキリスト教宣教師に出会い、感化されて教会に通い始めたという。また上海で亡命生活を送り、悪臭がする中国人を見て朝鮮人の未開な生活をより一層恥ずかしいと考えた。そして当時未だに中国を両親の国として認識し、明に対する恩恵を叫んでいた小中華主義者らを甚だ軽蔑することになった。
中西書院で3年間学び、プロテスタント宣教師らの影響を受け、西洋の文物に接し、中国を世界の中心としてきた朝鮮人たちの中華思想から解放され、立ち後れていた朝鮮と清への強い批判意識と立ち後れた朝鮮社会の現実に絶望し、朝鮮の近代化に対する批判的、否定的な認識を持つようになった。上海で3年半を過ごした後、清国社会への感想は、「汚い水でいっぱいに満たされた池」だった。一方、日本は「東洋の或る桃園」だったまた尹致昊には晋州姜氏のほか、2人の妾があったようである。上海に滞在中、2番目の妾は他の男のものになっていた。1886年には最初の妻である晋州姜氏が死亡した。尹致昊が上海に亡命し、父尹雄烈が島流しにされた頃だった。
以後10年間余り清とアメリカに亡命・留学して文物に接し、西欧民権思想とキリスト教の信仰を受け入れ、裕福だった実家やプロテスタント宣教師、朝鮮の開化派、日本人開化人士などの支援により学業に励むことができた。またJ.アーレンとW.B.ポネル教授の影響でプロテスタントに帰依を決心し、1887年4月3日上海で洗礼を受けプロテスタント信者になった。留学期間中、西欧の民権思想と合理主義、職業倫理意識、民衆の参政権を受け入れ、改革する必要性を確信することになった。

#### アメリカへの留学
1888年11月4日に渡米し、ヴァンダービルト大学で主に神学と英語などを学び、1891年初め、ヴァンダービルト大学英文学科を卒業した。卒業直後ジョージア州に渡り、ジョージア州カビントン (Covington) のオックスフォード大学に入学するが、1891年の秋には経済難から中退した。しかし同年再び、ジョージア州オックスフォードに定着した後再びエモリー大学等で2年間人文社会科学、自然科学などを修学した。1893年秋、エモリー大学を卒業した。
アメリカ留学中、キリスト教思想、民主主義、科学文明に基づいた合理主義的な社会を経験し、朝鮮の体制に失望を感じる一方でこれを朝鮮の近代化の基本方向に設定した。以後、思想的基礎は「力の正義」という社会進化論的世界観に変貌して行き、社会改革では未開な伝統社会を布教と教育という国民改造を通じて近代社会を形成するという啓蒙思想を抱くことになった。しかし一方ではアメリカ社会の人種差別に度々遭遇し、白色人種の傲慢さに対する否定的な考えを持つようになった。当時の朝鮮としては希少な米国内大学の卒業生であり、大学院課程に進学すれば奨学金全額を支援するという南監理教会の提案があったが、祖国のために働くとして帰国した。

### 再び上海へ

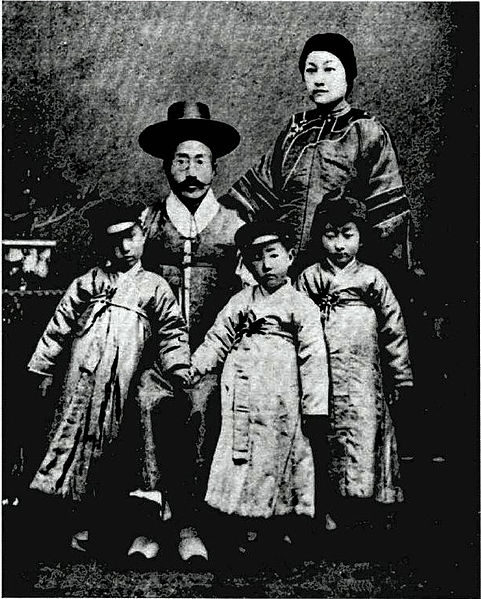
尹致昊とその家族（1902年）

1893年11月に再び上海に到着した。そして日清戦争勃発直後の1894年8月、母校の上海中西書院の教師になった。1893年8月から1895年1月まで中西学院で英語、英文学教師として教鞭をとった。
1894年3月には米国南監理会が運営する女学校を卒業した清国女性の馬愛芳と恋愛結婚で再婚した。やがて間には2男2女が生まれた。
清国に滞在中、南宮檍の訪問を受けた。彼は朝鮮を象徴する国花を決めるために潜伏中の尹致昊を訪ねてきた。1893年には南宮檍と相談してムクゲを国花に定め、それから愛国歌のリフレーンに「ムクゲの花、三千里、華麗な山河」という歌詞を入れたと伝えられる。

### 開化派として

#### 啓蒙と挫折
1895年2月13日に朝鮮に帰国すると、日本の後押しで甲午改革を進めていた開化派の金弘集内閣で外務府協弁を務めた。朴泳孝内閣では秘書官を経て同年6月に学部協弁を務めたが、春生門事件では投獄された。その後李商在、徐載弼、李承晩等と独立協会を組織して活動した。独立協会運動が絶頂期に達した1898年頃には独立協会会長、『独立新聞』主筆そして万民共同会の最高指導者として民権運動と参政・改革運動を精力的に指導し、実力養成運動に力を尽くした。また、講演活動を行い民衆に西欧世界をの存在を認識させ先進文明が存在していることを知らしめた。一方で独立新聞社の主筆、発行人として活動してコラムと論説活動および新聞発行諸般に直接参加し、皇国協会と戚族政権の圧力に対抗して自身の財産を投資して対抗した。また、漢城府の社交会貞洞倶楽部に入会して活動した。
乙未事変後の1896年4月1日、ロシア皇帝ニコライ2世の戴冠式に大韓帝国使節団の閔泳煥の随行員として派遣された。戴冠式参加後にフランスを訪問、その年にヨーロッパを歴訪し、12月帰国途中にベトナムの港サイゴンに寄航し、フランス人がベトナムで整備した「パリ水準以上」の道路等を見て感激した。サイゴンを離れた後香港に寄航し、植民地香港の建築を見て「ヨーロッパ人種は確かに自然を征服する技術を身につけた」と結論した。社会進化論に影響を受け、西欧列強勢力に対して「新大陸の草原と密林を新たな帝国と共和国にする」だけに、世界の文明化という大事業を完璧に実践する「優越人種」と評した。
1897年8月28日、独立協会の第2代会長に選出された。徐載弼・李承晩・李商在などと共に独立協会を率いて、討論会の開催や講演活動を続けている。10月28日には万民合同会会長に選出され、1898年3月に行われた万民共同会では、ロシアの軍事教官や財政顧問の撤収を求める反露運動を展開した。皇国協会側は「尹致昊大統領説」、「朴泳孝大統領説」等を流して独立協会を苦境に追い詰め、政府に圧力をかけた。開化派がクーデターを起こして共和国を構成して尹致昊自身は大統領ないしは副大統領になるというデマが市中に流布され、苦境に立たされた。そして、独立協会の廃止と献議6条に署名した大臣らを罷免した官報を見て、高宗と政府、日露両国を非難した。
| 「 | これが国王とは！いかなる嘘つきで背信的な臆病者でもこの大韓の大皇帝よりさらに卑劣な行いはできないだろう。政府は親日奴隷兪箕煥と親露派趙秉式の手中にある。ロシア人と日本人らは間違いなくある種の利権のためにこの事件に介入して彼らの奴隷を支援している。呪われよ日本のやつら！ 私は彼らが大韓の最後の希望、独立協会を粉砕するためにロシア人らを助ける理由を（民衆が）知ることを心より願う。 | 」 |

このように、独立協会を粉砕するために高宗と守旧派、そしてロシアと日本が結託していることを看破し、同時に自分を皇帝の逆賊と見る民衆にも大きく失望することになる。独立協会は失敗し、民衆の啓蒙に挫折した。そして1905年、再婚した妻馬愛芳が病死した。

#### キリスト教宣教
1895年8月、咸鏡南道北清に駐在した南監理教宣教師監督ビショップ・ヘンドリクス (Bishop E.R. Hendrix) 等に朝鮮布教のための訪問を依頼する書信を送った。書信に刺激を受けたヘンドリックスは同年10月13日、米国南監理教宣教師リード (C. F. Reid) 等と共に漢城を訪れ南監理教の布教を始める契機になった。
しかし、白人宣教師らの態度には失望した。白色人種による人種差別的な態度を祖国でも目撃することになった尹致昊は、キリスト教を信仰しながらも、教会への出席や、キリスト教の思想だけが即ち真理ではないと考るようになった。結局、彼はキリスト教の伝道活動への支援に消極的になる。
| 「                                 | 今朝レル（Loehr）牧師が中国の学生信徒たちに、教会でイエス・キリストが悪魔からの勝利によって天国を勝ち取られたように、日本が中国に勝って台湾を得たと説教した。（...）中国人に説教する場で、これより愚かな話ができるだろうか？宣教師が原住民たちはなぜイエス・キリストに彼らの心を開いてくれないのかと不平を言う。しかし、宣教師自身が彼らの家の接見室にいて、原住民たちを絶対に接待しない（傲慢な態度）を捨てなければ原住民たちも心を開くはずがない。 | 」 |
| —尹致昊（1897年6月31日の日記より） | |    |

#### 国権回復運動・教育活動

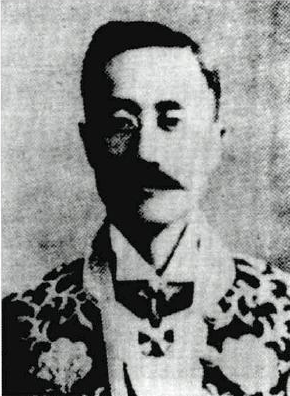
尹致昊（1907年）

乙巳条約後の1906年3月、張志淵・尹孝定らと共に大韓自強会を組織し、会長に選出され、教育の拡大と産業開発により自強独立を達成することを標榜して国民啓蒙に務めたが、1907年ハーグ密使事件で日本が高宗の退位を要求するとこれに反対して解散され、失敗に終わった。1907年彼は安昌浩、梁起鐸、李東輝、全徳基、金九などの主導で組織された新民会に参加した。新民会は1907年2月米国から帰国した安昌浩が国権回復のための「実力培養」の必要を講演で力説し、同志を集めた組織だった。これに同意した尹致昊は会長に、安昌浩は副会長に選出された。
1907年3月、母親の勧めで南浦白氏の白梅麗と再婚した。見合い結婚で、当時尹致昊は43歳、白梅麗は18歳だった。
平壌市内に安昌浩とともに大成学校を設立し校長に就任した。1908年10月3日、韓英書院を設立し、韓英書院の初代院長兼理事長に就任したが、理事長職は孔聖学に譲り、院長職もまもなくウィラード・クラム (Willard G. Cram) に譲った。韓英書院はその後朝鮮戦争以後に仁川に移転し、松島高等学校として存続している。1910年、大韓基督教青年会連盟(YMCA)の組織に加担した後、安昌浩の提案で大成学校校長に再び招聘された。信仰活動にも専念し、青年会理事副会長、世界日曜学校韓国支会会長などを務めた。
1909年朝鮮語のユーモアのある母音を集めた『おかしな声（ソリ）』を出版したが、日本が制定した内部告示第27号により「治安と風俗を乱す」という理由で禁書処分を受けた。

### 日本統治時代

#### 出獄と転向宣言
1910年8月27日従二品に昇進したが、日韓併合で韓国が日本に支配されると、1910年10月公職を辞退した。従二品級の高官だったため男爵爵位を賜れたがそれを断った。朝鮮の王族と高官が日本に協力して貴族になるのを見て失望し、以後朝鮮総督府の協力要請を断って京畿道開城府に引退した。また伊藤博文の暗殺が日韓併合をもたらした、と結論した。1911年9月22日、男爵だった父尹雄烈が死去すると、形式的に男爵爵位が授与された。
1911年、105人事件時に他のキリスト教徒らと共に民族主義者として逮捕され、裁判で主謀者とされ3年間投獄された。1912年2月5日最終的に懲役10年を宣告され、1913年10月9日付で男爵を失爵、勲二等を褫奪された。しかし1915年2月13日に出監し、親日への転向を毎日新報の記者に語った。
| 「 | 我々朝鮮民族としてはあくまでも日本を信じ、相互の区別がなくなる時まで努める必要があると考え……以後は日本のさまざまな維新紳士と交際し日鮮民族の幸福のために日鮮両民族の同化に対する計画にどこまで参加し力の及ぶ限り身を惜しまず努力するつもりです。 | 」 |

出監後、京城YMCAキリスト教青年会の総務と会長に選出され、延世専門学校財団理事、キリスト連合財団法人理事で選任された。1916年4月セブランス医学専門学校(延世専門学校と統合して延世大学校になり、セブランス医専は延世大医科大学およびセブランス病院になった。)開校直後に財団理事にも就任した。

#### 三・一運動と独立不可能論
1919年三・一運動当時、独立運動家から国民代表としての署名を断った。彼は三・一運動を民族主義者らの無謀な行動とし、新聞と放送媒体を通じて宣伝、扇動をする知識人らを「自分たちは死ぬ勇気もないにもかかわらず、他の純真な人々を死の谷間へと押しやる呪われるべき悪魔のような存在」として嫌悪した。1919年4月各地で臨時政府が設置されるとすぐに臨時政府参加への要請が来たが、断った。
| 「                          | 今回の運動に反対する3つの理由はこうだ。朝鮮問題はパリ講和会議では想定されないだろう。どんな国も朝鮮独立のために日本と争う冒険をしないだろう。弱者が取ることができる最善の方策は強者の好感を買うことだ。 | 」 |
| —尹致昊（1919年3月6日より） | |    |

#### 実力養成論
以後、朝鮮の当面の問題は国民らに有害な盲目的な独立運動ではなく、実力を育成して知的・経済的側面の向上を通じて日本人からの民族的差別を撤廃することが優先であると主張した。また土地を売って独立運動資金を出すよりも、農耕地を買い取ってその土地が日本人の手に渡るのを防ぎ、自らの手で生産を行う方がはるかに賢明な愛国者だと主張した。
そして日本が韓国を併合して以後韓国を近代化・文明化させたと主張した。しかしこれはあくまでも日本のためのものであり、それらを失った場合、朝鮮より日本が100倍以上打撃を受けると主張した。日本が育成した朝鮮人エリートらの存在もやはり、失ったとき時に朝鮮ではなく日本が損害を被るとした。
アメリカの黒人教育者ブッカー・T・ワシントンのタスキーギ技術学校を模倣して実業界育成に力を注ぎ、まず手始めに長男尹永善に牧場と酪農、養蚕業を教えて経営させた。1923年1月尹永善が開城の日本警察署への牧場事業の認可申込を断られると、尹致昊は日本人牧場の保護を優先されたためだと考えた。

#### 社会活動と対日協力
1925年には朝鮮人産業大会に参加した。極東人民代表者大会、朝鮮人大会、朝鮮養成運動所など各種親日団体の集会にも参加した。1925年11月太平洋問題研究会朝鮮支会会長に就任した。1928年啓明倶楽部に入会し、同年2月2日の会議に出席、陰暦を廃止して陽暦を敷くこと、族譜を廃止することを議決し、同日理事に選出された。1928年5月第2回野球倶楽部リーグの大会会長に選出された。1928年11月から1937年までは第9代朝鮮体育会（大韓体育会の前身）会長を務めた。1929年初めに、次男尹光善を同行して第3回汎太平洋会議のために東京に渡り、白寛洙、宋鎭禹、兪億兼、金活蘭などと共に朝鮮民族代表の一人として参加した。1930年母校の米国エモリー大学から名誉法学博士号を授与され、以降博士とも呼ばれた。

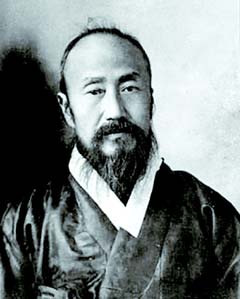
尹致昊（1930年代）

1931年外満州韓国人同胞慰問使節団の一人として満州を訪問した。1931年9月満州事変が勃発して以後、朝鮮人校風院、朝鮮大会、朝鮮勅選貴族院にも加わるなど対日協力活動に加わったりもした。1931年全羅北道鎮安郡富貴面にある自身の私有地を富貴小学校建設敷地として寄贈し、村民らが記念に永世不忘碑を建てた。また富貴小学校建設基金で2000ウォンを出し、業績を賛えて富貴面長がもう一つの永世不忘碑を建てた。鎮安郡富貴面に建てられた二基の永世不忘碑は、2009年7月民族問題研究所全羅北道支部によって撤去され、博物館に移された。
1937年8月から1938年3月に、修養同友会事件により民族主義者と見なされた人物が相次いで検挙されると、身元保証や嘆願書作成をして釈放させた。1938年5月頃興業倶楽部事件が発生した。関わっていた従兄弟の尹致暎が西大門刑務所で拷問に遭うと、身元保証と再び問題を起こさないという署名をさせて嘆願書を提出し、興業倶楽部関連者らを全て釈放させた。同年7月、国民精神総動員朝鮮連盟創立総会準備委員および常任理事に選ばれ、創立式で天皇陛下万歳を三唱した。
1940年1月から南次郎総督は創氏改名をするかどうかという談話を発表し、朝鮮社会で論議になった。1月4日南総督は創氏改名を強要するつもりはないとしたが、続けて朝鮮人が創氏改名すれば好ましいと示唆し、複雑な状況となった。総督の機嫌を取る朝鮮知識人は当然の如く総督に従った。総督府が創氏改名を要求すると尹致昊も初めは断ったが、圧力が強まると家族との論議の末に尹を「伊東」に改めた。
太平洋戦争開戦後の1941年5月12日、朝鮮総督府中枢院顧問に任命された。1941年8月24日朝鮮ホテルで興亜報国団を組織、結成した。そして興亜報国団と金東煥らが導く臨戦対策協議会の統合を推進し、1941年9月に朝鮮臨戦報国団の創設を見る。1941年には「極東の決戦と吾人の覚悟」と題する時局講演を各地で行ない、10月22日、親日団体らの合同体である朝鮮臨戦報国団組織の顧問に推薦された。1945年4月3日、帝国議会の貴族院朝鮮勅選議員に勅任され、内部大臣及び警察部員を務めた。

### 「光復」と死
8月15日の日本の降伏直後、愛国歌の親筆写本を三番目の娘尹文姫に秘密裏に送ったとされる。終戦後、彼を親日派、売国奴とする非難と糾弾が相次ぎ、外出時にも石が投げられたという。
1945年10月20日、親日派清算問題が議論されると李承晩と金九、アメリカ軍政庁にそれぞれ「ある老人の瞑想録」と題する英文の書簡を送り、独立運動家らの自分で独立を勝ち取ったかのようなふるまいを厳しく批判した。
| 「                                  | 日本の臣民として「朝鮮で生きねばならなかった」私達に、日本の政権の命令や要求に応える以外にどんな選択肢があったのでしょうか？私たちの息子を戦場に送り、娘を工場送らなければならなかったが、どんな方法で軍国主義者たちの命令と要求に逆らうことができたのでしょうか？（中略）したがって、誰かが日本の臣民として行った仕事をもって非難するのは大間違いです。(中略）我々は、解放が贈り物として与えられたことを率直に認めて、その幸運に感謝すべきです。失くした宝石を発見したような恩恵を受けただけに、謙虚な気持ちで再びそれを失わないよう最善を尽くすべきです。些細な個人的野心と党派的な陰謀と地域間の憎悪は忘れて、苦難を経験している我が国の公益のために皆で協力しなければなりません。わが国の地政学的状況を推察するとき、民衆の無知と党派間の不和の中で私たち朝鮮の未来を楽観することはできません。我々は、分裂せずに団結する必要があります。（中略）あたかも自分たちの力と勇猛を持って日本軍国主義から朝鮮を救い出したかのようにどこ何処へ行っても威張っている、自称救世主らの振舞いというのは真に見苦しい姿です。彼らはとても鈍いか羞恥心がない―おそらくその両方である―人々であるから、朝鮮の自由は月の国の住人程のものすらないということが分からないようです。(中略)いわゆるその「解放」というのは、単に連合軍の勝利の一部として私たちに与えられただけです。万一日本が降伏していなかったならば、あの虚勢と自慢に満ちた(自称)「愛国者」らは、誰かが大きな杖で日本を追い出すときまで、東方遥拝をし皇国臣民誓詞を詠じ続けていたでしょう。明らかなのは、この虚勢と自慢に満ちたあの「愛国者」らが日本を追い出したわけではないということです。 | 」 |
| —尹致昊（「ある老人の瞑想録」より） | |    |

11月、上海臨時政府の要人が帰国した。直後から何度も金奎植の訪問を受けたが尹致昊に対する政治的支持は表明しなかった。その後彼はまた親日派の釈放、赦免論を主張した。そして李承晩や金九と面談しようとし、とくに李承晩の秘書である従弟の尹致暎を通じて交渉したが、李承晩は多忙を言い訳に延期し続けた。金奎植もやはり訪問要請の返事を回避した。
12月6日午前9時頃、京畿道開城府松都面高麗町で脳溢血のため急死した。親日派として糾弾されると病状は悪化し、市中では親日派としての糾弾を苦に自殺したとされた。

## 年表
- 1865年1月16日 生誕
- 1879年 晋州姜氏と結婚
- 1881年 日本へ渡航
- 1882年5月 米朝修好通商条約締結の通訳官
- 1883年5月 統理交渉通商事務衙門
- 1884年12月 甲申政変
- 1885年1月23日 清国上海に脱出
- 1887年4月3日 洗礼
- 1888年11月4日 渡米
- 1891年 ヴァンダービルト大学英文学科卒業
- 1893年 エモリー大学卒業
  - 11月 上海へ渡航
- 1894年3月 馬愛芳 (1871 - 1905) と再婚
  - 7月 日清戦争
- 1895年2月13日 朝鮮に帰国
  - 9月26日 尹致旿とともに特派大使随行員
  - 10月 乙未事変
  - 11月 春生門事件
- 1896年2月11日 露館播遷
  - 2月12日 学部協弁
  - 4月1日 ニコライ2世の戴冠式への使節団に随行
  - 4月11日 中枢院一等議官、勅任官三等
- 1897年8月28日 独立協会第2代会長
  - 10月 大韓帝国成立、元山判所判事
  - 10月28日 万民合同会会長
- 1898年11月23日 漢城判尹
  - 12月22日 自ら上訴して漢城判尹を免職、同日中枢院副議長
  - 12月24日 大臣らによる弾劾上訴に遭う。
  - 12月25日 独立協会が強制解散
- 1899年1月2日 沈相禧が尹致昊と高永根を逆賊とすることを国王に上訴
  - 元山監理
- 1900年7月 三和監理兼三和府尹
  - 7月12日 三和港裁判所判事
- 1901年6月 咸鏡道徳源監理署兼徳源府尹、続いて元山判所判事
- 1903年1月 咸鏡道按覈使
  - 7月 天安郡守
- 1904年2月 務安監理
  - 2月8日 日露戦争
  - 3月12日 外務協弁兼勅任官三等
  - 金奎植、李商在らと共に皇城基督教青年会理事
  - 8月20日 外務部大臣代理
  - 8月22日 第一次日韓協約に調印
  - 12月15日 官制改正所議政官
- 1905年 妻馬愛芳が死去
  - 皇城基督教青年会副会長
  - 11月 乙巳条約
- 1906年3月 大韓自強会会長
  - 5月4日 日本留学生監督
  - 10月15日 議政府参政大臣朴斉純、学部大臣李完用の上訴で日本留学生監督を解任され帰国、後任は尹致旿。
  - 10月 開城に韓美書院を設立し院長に。
  - 12月 中枢院賛議
- 1907年 新民会会長
  - 3月 白梅麗と再婚
  - 6月 ハーグ密使事件
  - 7月 丁未七条約
- 1908年10月3日 韓英書院初代院長兼理事長
- 1910年8月27日 従二品
  - 8月29日 韓国併合
- 1911年9月22日 父尹雄烈が死去
- 1912年2月5日 105人事件で懲役10年を宣告
- 1913年10月 子爵爵位を剥奪
- 1915年2月13日 大正天皇即位による恩赦で出監
- 1916年4月 セブランス医学専門学校財団理事
- 1919年3月 三・一運動
- 1925年11月 太平洋問題研究会朝鮮支会会長
- 1928年2月2日 啓明倶楽部理事
  - 5月 第2回野球倶楽部リーグ大会会長
  - 11月 第9代朝鮮体育会会長
- 1929年 第3回汎太平洋会議に参加。
- 1931年 外満州韓国人同胞慰問使節団として満州を訪問
  - 9月 満州事変
- 1936年 梨花女専財団理事
- 1938年5月 興業倶楽部事件
  - 7月 国民精神総動員朝鮮連盟創立総会準備委員・常任理事
- 1940年 創氏改名し「伊東致昊」に。
  - 12月 太平洋戦争
- 1941年5月12日 朝鮮総督府中枢院顧問
  - 8月24日 興亜報国団を結成
  - 9月 朝鮮臨戦報国団創設
  - 10月22日 朝鮮臨戦報国団組織顧問
- 1945年4月3日 貴族院朝鮮勅選議員
  - 8月15日 終戦
  - 10月20日 「ある老人の瞑想録」を送付
  - 12月6日 死去

## 思想

### 世界観
ソウル大学校西洋史学科の朴枝香教授は著書『尹致昊の協力日記』で、尹致昊に最も大きな影響を及ぼした思想として社会的ダーウィン主義とキリスト教を挙げている。適者生存を正当化する社会的ダーウィン主義にしたがって、彼は世界が残酷な闘争の場であるという認識を生涯持ち続けていた。自由と政治的独立は万歳運動では不可能であり、むしろ朝鮮人を日本人に似せることが急務と見た。そして、民族の弱さはその民族の罪であって他の民族のせいではなかった。
朴教授によれば、篤いキリスト教徒だったことについて「神が戦争を進歩と理性に向かわせる手段として残したと信じたためだった。」。文明水準における先進国が後進国を教育し訓練することは神の意思と信じ、強い人種が弱い人種を教育する過程で犯した一部の罪は「必要悪」として容認されると考えた。
また朴教授によれば「彼はとても厳格な物差しで社会発展と大衆の水準を評価した。」。尹致昊は、弱小国の政治的独立のためには先ず国民が知性と富と公共精神を持ち、その上で国際政治的な機会を捕らえなければならないと考えた。また「民は国の根本」という民本主義であったが、当時の一千人中まだ一人も新聞を読んでいない無知な大衆にとって、民主主義を実践し「剛健な近代国家」を建設することは不可能であり、彼らは「まだ準備できていない人々」だった。したがって独立よりもまず教育が優先であり、弱肉強食の国際社会で朝鮮民族が生き残るためにはスコットランドがイギリスに同化したように朝鮮も当面は日本に頼るほかはないという認識だった。
| 「                                                | 聞くところでは朝鮮人が民主政府の船出に関し取り上げ論じられるということに、私にはあたかも六歳の子供が自動車運転や飛行機の操縦を取り上げ論じられるという話のように聞こえます。英国と米国の両国だけが世界で民主主義に成功した唯一の国々です。 | 」 |
| —尹致昊（1945年10月20日『ある老人の瞑想録』より） | |    |

20世紀初頭のアメリカに留学して酷い人種差別に遭遇したことが、後の戦争における親日的な姿勢に繋がっているとも指摘されている。
| 「                                 | このいわゆる自由の土地で天賦人権を享受するなら、ひとまず先に白人に生まれなければならない。 | 」 |
| —尹致昊（1890年2月14日の日記より） |                                                                                            |    |

### 儒教観
朝鮮の儒教イデオロギーに否定的だった。尹致昊によれば儒教と性理学は個人の自由と権利を抹殺、抑圧している思想だった。1900年12月18日付の日記で、伝統的な儒教教育には進歩も躍動的な内容もなく、朝鮮に関する内容もない、陳腐な古代中国の古典と歴史中心の教育で、手早く朝鮮人を中国人化する教育だと批判した。
| 「                                  | 賢明な政府が一番最初にしなければならないことは小学校で中国書冊を禁止させること | 」 |
| —尹致昊（1900年12月28日の日記より） |                                                                                |    |

| 「                                 | 儒教は国家に対し国王を圧制者に、嫁に対し姑を圧制者に、妻に対し夫を圧制者に、奴隷に対し主人を圧制者にして家庭と国家の全ての自由精神と喜びを抹殺させた。したがって儒教は圧制的階序体系というに値する。 | 」 |
| —尹致昊（1904年5月27日の日記より） | |    |

### 共産主義観
また、儒教社会と共産主義に共通点があると見みなしていた。彼の嫌悪感の中心は、共産主義が人々を熱心に仕事をさせるよりは他人の労苦の上に居座ることを助長し、その点で儒教社会との間に共通点があると見た。そして共産主義は「最高水準の協調的文明」を獲得した国民にとって可能であり、朝鮮人は言うに及ばずアングロサクソン人さえその段階には至っていないため、成功できないと考えた。
| 「                                                | 朝鮮人の何人かが共産主義を望んでいます。万一、英国が高度な政治力と老練な知恵をもって徐々に社会主義的な政策に誘導していきつつあったとしても、大韓朝鮮がどのように本当の社会主義のABCDも分からないながら人民共和国体制を経営することができますか？ | 」 |
| —尹致昊（1945年10月20日『ある老人の瞑想録』より） | |    |

## 批評
朴枝香教授は著書『尹致昊の協力日記』で、フランスにおけるレジスタンス運動の脱神話化と再評価を例に上げ、協力と抵抗の関係は思うよりも複雑なものであり、協力も抵抗も同じ目的に対して成就しようとする手段に差があっただけで、そのような複雑な関係を正しく理解するために「親日民族主義者」という新しい分類も必要かもしれないと主張した。
60余年に及ぶ尹致昊の英文日記を研究して博士学位を得たオランダのライデン大学クーン・デ・カーステル (Koen De Ceuster) 教授によると、尹致昊はまともな評価をされて来なかったという。教授は1995年に韓国の光復会主管の「尹致昊親日協力の再評価」と題する講演で「韓国の地政学的条件のために、佐翁は自らの民族に誤解を受けている。白黒つける論理が強い国ですから。日本や米国のどこでも佐翁先生は民族主義で愛国者だと言われ、彼を親日派だという国は韓国しかない。」と評している。

## 逸話
- 米朝修好通商条約締結時に、朝鮮人として最初の英語通訳者となった。
- 大韓民国の国歌である愛国歌を作詞したとされる。
- アメリカ留学から帰国時にバンクーバーに寄港し、カナダの土地を初めて踏んだ朝鮮人となった[22]。
- 1890年代にアメリカから朝鮮に初めて自転車を紹介した。[23]
- アメリカに初めて朝鮮民話を紹介した。
- 『イソップ寓話』と『ガリバー旅行記』を朝鮮に最初に翻訳して紹介した。

### 日記
1883年から1943年まで、60年間一日も欠かさず日記を書いた。初めにはハングルで書いていたが後に漢字で書き、米国に留学して一年になる1889年12月7日からは英文筆記体で日記を書き始めた。そのため朝鮮語への翻訳作業時に難解な点や判読が難しい部分が相当あったという。
英文で日記を書いた理由としては、当時の朝鮮語には今日の和製漢語にあたる西欧市民社会の概念を翻訳した言葉が存在せず、また言文一致や告白体もなかったため告白的文を書くことが難しかったためでもあった。尹致昊日記は1968年長男の尹永善が国史編纂委員会に寄贈した後、誤訳などを含んだまま1973年から1989年まで一部ハングルで翻訳され、2000年代以降に改めてハングル訳作業がなされている。
　
- 日本語版『尹致昊日記』は、平凡社東洋文庫（全15巻、木下隆男訳注、2022年8月-）で刊行中。
- 木下隆男『評伝 尹致昊――「親日」キリスト者による朝鮮近代60年の日記』（明石書店、2017年）がある。

## 親族
朝鮮時代の領議政の尹斗寿の子孫である。尹得実は曽祖父、尹取東は祖父、元大韓帝国軍務大臣・法務大臣の尹雄烈は父、尹英烈は叔父、元陸軍医務監の尹致旺、元駐イギリス公使の尹致昌は弟、元朝鮮総督府中枢院賛議の尹致旿、元朝鮮総督府中枢院参議の尹致昭、元日本軍騎兵中佐の尹致晟、尹致昞、尹致明、元内務部長官の尹致暎は従兄弟。元農林部長官の尹永善は息子、尹然善は甥、元内務部長官の張錫潤は姪の夫、元ソウル大学校総長の尹日善、元満洲国間島省次長の尹明善、元大統領の尹潽善、そして尹源善、尹沢善は従甥、元交通部局長の尹英求は孫、朝鮮日報会長の方相勲は曽孫娘婿である。

## 著書

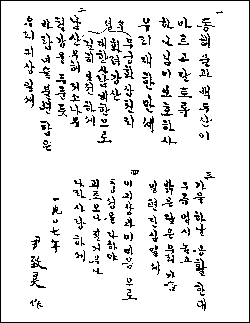
韓国の愛国歌

- 『尹致昊日記』（木下隆男訳注、平凡社東洋文庫 2022年）
- 『おかしな声』
- 『英語文法捷徑』
- 『佐翁尹致昊書翰集』
- 『幼學字聚』

### 訳書
- 『祝歌』（賛美歌）
- 『議會通話規則』
- 『伊索寓話』（ハングル訳）
- 『ガリバー旅行記』（ハングル訳）